# 1-メチルナフタレン
1-メチルナフタレン（1-methylnaphthalene）は、芳香族炭化水素の一つ。セタン価がゼロであり、かつてセタン価の下限基準として使われた。現在では1-メチルナフタレンの高価さや扱いの難しさからセタン価15のイソセタンに取って代わられている。消防法に定める第4類危険物 第3石油類に該当する。